# Noveol
 (janvier 2016).
Noveol est une ancienne société française. Son activité était de concevoir et construire des éoliennes à axe vertical destinées au marché des particuliers, des entreprises et des collectivités locales.

## Historique
Noveol a été fondée en 2009 par Maximilien Petitgenet et Abdennour Rahmani, deux ingénieurs diplômés de l'ENSMA à Poitiers.
L'entreprise a reçu le soutien de partenaires institutionnels et privés pour sa création. Entre autres, l'Université de Poitiers qui a implanté un prototype d'éolienne à proximité du jardin botanique universitaire, l’État, la région Poitou-Charentes et le fond Oséo, mais aussi la Sorégies pour une aide technique et la Banque populaire pour une aide financière.
En 2011, l'entreprise déménage dans des locaux plus adaptés à son développement industriel et réalise les premières installations industrielles. 
En octobre, Noveol ouvre sa filiale londonienne. 
Le 19 février 2013, la société Noveol est placée en redressement judiciaire par le tribunal de commerce de Poitiers. 
Le 19 mars 2013, la société est finalement placée en liquidation judiciaire. 

## Gamme de produit

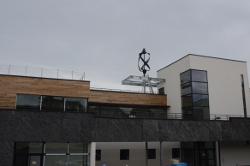
Nov'éolienne à Arras
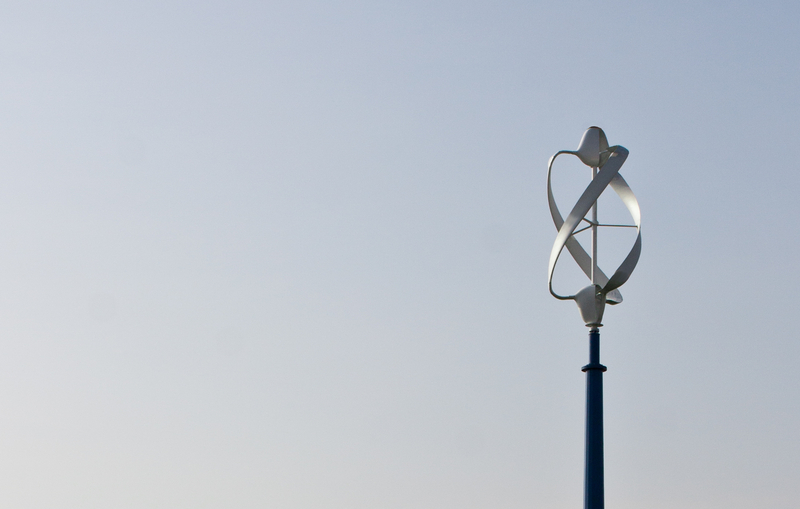
Nov'éolienne à Poitiers

L'éolienne de Noveol, la nov'éolienne, est une éolienne à axe vertical brevetée, combinant les avantages des principes Darrieus et Savonius en s'affranchissant des inconvénients de chacune des technologies.
En 2011, la gamme d'éoliennes de Noveol est composée de deux produits :
- nov'éolienne Family :
  - Couvre les besoins d'une habitation classique

- nov'éolienne Collective :
  - Destinée aux grosses habitations et aux bâtiments collectifs